# Alfred Poland
Alfred Poland, född 1822, död 21 augusti 1872, var en brittisk kirurg, mest känd för att ha namngett Polands syndrom, som innebär avsaknad av bröstmuskel på ena sidan av kroppen.
Polen beskrev sjukdomen som numera bär hans namn, år 1841 efter att ha utfört dissektionen av en avliden fånge vid namn Marc DeYoung. Sjukdomen fick hans namn 1962, av den brittiska kirurgen Patrick Wensley Clarkson (1911-1969) efter att han hittat ett liknande fall.